# الرقابة في اليابان
في اليابان، وحسب المادة 21 من الدستور الياباني هناك ضمانات لحرية التعبير ومنع كلي للرقابة الرسمية دون سبب، لذك فالرقابة لا وجود لها هناك حسب ما ذُكر في المادة 175 من القانون الجنائي الياباني.
تم تفسير مفهوم الرقابة تاريخيا بطرق مُختلفة، أما في الآونة الأخيرة فبدأت الأمور تتوضح قليلا وبدأ اليابانيون يوحدون أفكارهم حول هذا المفهوم؛ حيث طالبوا بضرورة وجود رقابة لكن جزئية وعلى المواد الإباحية فقط، مما جعل عدد المُعتقلين بسبب ثبوت فعلهم أشياء بسبب الرقابة التي فُرضت عليهم قليل جدا أو حتى يكاد ينعدم مُقارنة بدول أخرى على غرار العراق، إيران والجزائر.

## التاريخ

### فترة إيدو
في فترة إيدو كان الحُكْمُ السائد في البلاد هو شوغونية توكوغاوا الذي كان صارما إلى حد ما؛ وفرض رقابة متوسطة الشدة على اليابانيين، حيث كان مُعاديا للمسيحية، كما كان هذا الحكم معاديا لعشيرة شوغن التي كان يوجه لها كمًّا من الانتقادات في كل مرة.
تغيَّر النظام قليلا، وبدأت بواذر الإصلاح في الظهور حيث تم تخفيف المراقبة ولو نسبيا، وباتت المواد التي قد تُعتبر مثيرة للقلق أو مُغيِّرة لطريقة الحياة التقليدية تحت المجهر (أي أن الرقابة مفروضة عليها) بينما لم يتم مراقبة باقي الأمور.
وقد شملت الإصلاحات مجموعة من الروايات والكُتب ذات التوجه أو المحتوى الجنسي حيث تم منع طباعة العديد من كتب ما يُعرف بـ «الأدب الجنسي»، كما تم منع روايات وكُتب كل من تاميناغا شونسوي وتانيهيكو ريوتاي من التوزيع أو على الأقل تضييق الخناق عليها.

### فترة ميجي
بعد حُكم طويل للبلاد في فترة إيدو التي عُرفت بالرقابة المتوسطة وضبط المواطنين، سقطت هذه الأخيرة لينتقل اليابان إلى مرحلة جوهرية في تاريخه وهي المرحلة التي عُرفت باسم استعراش مييجي الذي بدأ عام 1868، وما ميَّز هذه الفترة التحول الرئيسي والسياسي في البلاد، حيث بدأت الحكومة بتطبيق رقابة شديدة على كل الأفكار الغربية؛ كما منعت كلاًّ من المواد الإباحية والكتابات التي تتهجم أو تنتقد إمبراطور اليابان والحكومة، وقد زادت الرقابة صرامة عندما رغبت هذه الأخيرة في السيطرة على انتشار المعلومات، وتمرير ما ترغب فيه ثم منع ما قد يُسيء لها، وقد ساهم انتصار اليابان في حروبها المستمرة إلى زيادة صلاحيات الشرطة والجيش. ففي عام 1928، تم إضافة عقوبة الإعدام إلى قائمة العقوبات المقبولة التي يُمكن تنفيذها، لكن تم إلغائها في وقت لاحق.
في عام 1940، أصبحت وزارة الداخلية ترعى الإدارات التي كانت تحت إمرة الجيش بالإضافة إلى البحرية ووزارة الخارجية؛ وهذا يعني بشكل مُباشر أن المكتب الجديد (أي وزارة الداخلية) أصبح له سيطرة كاملة على جميع الأخبار والإعلانات وما إلى ذلك، مما دفعه إلى تنقيحها واختيار المُناسب منها، وهذا ساهم بشكل أو بآخر في القضاء على حرية الصحافة تماما، حيث أجبرت الوزارة المذكورة سابقا مجموعة من المحطات الإعلامية على الاندماج وفي حالة ما رفضت محطة ما ذلك كان يتم توقيفها، كما تم التضييق على الجرائد؛ حيث كان يتوجب قبل صدور أي نُسخة من جريدة ما أن تقوم الحكومة بالاطلاع عليها وفحصها قبل أن تسمح بتوزيعها.

### احتلال اليابان
بعد استسلام اليابان في عام 1945، أمر القائد الأعلى لقوات التحالف بإلغاء جميع أشكال الرقابة المفروضة على حرية التعبير، وقد تم دمج هذا القرار في وقت لاحق (تحديدا عام 1947) في المادة 21 من دستور اليابان، ومع ذلك، فالرقابة على الصحافة لا تزال موجودة حتى بعد انتهاء الحرب بسنوات، حيث تفرض الحكومة رقابة تكاد تكون شديدة على المواد الإباحية وكذلك على المقالات والكتب السياسية التي قد تُعتبر تهجما على الدولة أو على المُلك العام.

وقد صرح دونالد كين حول هذا الموضوع موضحا:
لم تكتف اليابان بمنع وصول انتقادات الولايات المتحدة أو غيرها من الدول الحليفة إلى مواطنيها، بل زادت من الرقابة وحتى هذه الكلمة أصبحت ممنوعة.
—الفجر إلى الغرب

## المواد الإباحية
المادة 175 من القانون الجنائي الياباني تحظر توزيع مواد «غير لائقة»، كما أن العديد من الجمعيات والمُواطنين طالبوا السلطات بفرض رقابة جزئية على الأقل على المواد الإباحية والمُخلة بالأدب، وكاستجابة من الحكومة لكل هذه الطلبات فرضت هذه الأخيرة وضع فسيفساء (أو ضباب) على الأعضاء التناسلية لكل من الرجل والمرأة عند نشر فيديوهات جنسية على الإنترنت، وأي مُواطن ينتهك هذا «القانون» قد يتم محاكمته وقد تصل الأمور إلى السَّجن؛ لكن هذا نادرا ما يحصل.
أحدث المحاكمات على أساس هذا القانون تمت في كانون الثاني/يناير 2004 حيث أدانت السلطات اليابانية سوا يوجي الذي قام بكتابة مانغا ميشوتسي والتي صوَّر فيها ما يُعرف في اليابان بالهنتاي؛ ونتيجة لهذا فقد حكمت عليه المحكمة بدفع غرامة مالية قدرها 500.000 ين (نحو 4900 دولار أمريكي) وقد تفادى عُقوبة السجن بعدما اعترف أنه مُذنِب، لكن الأمور لم تتوقف عنذ هذا الحد حيث رُفعت القضية إلى المحكمة العليا في اليابان بعدما احتج العديد من المواطنين على الحُكم الصادر في حقه مؤكدين على أنه غير مناسب خاصة وأن المانغا التي قام بنشرها غير لائقة وأنها تنتهك المادة 175 من دستور اليابان الذي وبالرغم من كل هذا يحمي حرية التعبير، وبعد جلسات ونقاشان مطولة أيدت المحكمة العليا حكم الغرامة ثم ضاعفتها إلى ثلاث مرات حيث دفع يوجي ما قدره 1.5 مليون ين.
بعد إدانة يوجي الشهيرة، قامت العديد من المكتبات بإزالة تلك السلاسل المُخصصة «للكبار فقط» مخافة من التأثير السلبي التي قد يترتب عليها في حالة ما انتهكت هي الأخرى القانون.
في يوليو/تموز 2013، أُلقي القبض على ثلاثة أشخاص بتهمة «نشر صور فاضحة» مع «عدم احترام القانون»، خاصة أنهم لم يتلزموا بوضع الفسيفساء على الأعضاء التناسلية، وتمت إذانتهم في كانون الأول/ديسمبر 2013 بسبب ما ارتكبوه.

## وصلات خارجية
- وضعية الصحافة اليابانية من كلية دارتموث مجموعات المكتبة الرقمية (بالإنجليزية)